# Nikolina Angelkova
Nikolina Angelkova (Николина Ангелкова, en bulgare), née le 30 novembre 1979 à Kroumovgrad, est une femme politique bulgare. Elle est ministre du Tourisme de novembre 2014 à janvier 2017 et depuis le 4 mai 2017.